# Alfred Neubauer
Alfred Neubauer, född den 29 mars 1891 i Maehrisch-Ostrau i nuvarande Tjeckien, död den 22 augusti 1980 i Stuttgart, var stallchef i Mercedes-Benz Grand Prix-stall mellan 1926 och 1955.
Neubauer anställdes av den österrikiska biltillverkaren Austro-Daimler efter första världskriget och utsågs till testchef. Från 1922 körde han även tävlingar åt sin arbetsgivare, utan större framgång. När Ferdinand Porsche flyttade till moderbolaget Daimler-Motoren-Gesellschaft i Stuttgart 1923 tog han med sig Neubauer. 1926 gav Neubauer upp sina ambitioner som tävlingsförare och skapade i praktiken en ny roll åt sig själv, som stallchef. 
På den tiden satt föraren helt isolerad i bilen och visste ofta inte ens hur han låg till i loppet. 
Alfred Neubauer skapade ett system med flaggor och skyltar för att kunna kommunicera med föraren. Mercedes-stallet hade stor nytta av Neubauers system och började snart vinna tävlingar med sina SS och SKK-bilar, ofta med Rudolf Caracciola bakom ratten. Neubauer bidrog inte bara med sina taktiska kunskaper. Han drillade stallets personal att utföra sina uppgifter med närmast militärisk precision, vilket gav stora fördelar gentemot konkurrenterna.   
Trettiotalets Grand Prix-racing dominerades av de tyska silverpilarna från Mercedes-Benz och Auto Union. Under den här framgångsrika perioden mönstrade Mercedes-stallet förare som Rudolf Caracciola, Hermann Lang, Manfred von Brauchitsch och Richard Seaman.
Efter andra världskriget förbjöds alla tyskar att delta i motorsporter fram till 1950. Mercedes-Benz var ivriga att återuppta tävlandet så snart som möjligt, men FIA meddelade att man skulle införa ett nytt reglemente för formel 1 till säsongen 1954 och Mercedes hade inte resurser att ta fram en interimsmodell enligt gällande reglemente för den korta mellantiden. Därför satsade man på att bygga en sportvagn, baserad på Mercedes-Benz 300. Med den nya bilen, Mercedes-Benz W194, vann stallet under Neubauer både Carrera Panamericana och Le Mans 24-timmars under 1952. 
När Mercedes-stallet kom tillbaka till Grand prix racing 1954 visade sig de nya silverpilarna vara lika överlägsna som de varit före kriget. Juan Manuel Fangio blev världsmästare 1954 och 1955.
Vid Le Mans-loppet 1955 drabbades sporten av en katastrof, när en Mercedes-Benz 300SLR slungades in bland publiken och dödade mer än 80 åskådare. Sedan han konsulterat företagsledningen drog Neubauer tillbaka de återstående bilarna från loppet. Efter säsongen lade Mercedes-Benz ned sin tävlingsverksamhet och Alfred Neubauer gick i pension.